# Förenta nationernas klimattoppmöte 2019
Climate Action Summit 2019 var FN:s klimattoppmöte som hölls i New York den 23 september 2019 då världsledare konfererade i Förenta nationernas högkvarter i samband med generalförsamlingens årliga samling. Klimattoppmötet var en respons på IPCC:s rapport om konsekvenser av global uppvärmning med 1,5 grad som publicerades i oktober 2018 och ett komplement till de regelrätta UNFCCC-konferenserna, som COP25 som hölls i Madrid senare under 2019. FN:s generalsekreterare António Guterres sammankallade ledare från alla håll – regeringar, det privata näringslivet, civilsamhället, lokala myndigheter och andra internationella organisationer för att de skulle presentera konkreta realistiska planer för att öka ambitionerna och göra ytterligare ansträngningar för att implementera Parisavtalet och hålla uppvärmningen under 2 grader, och helst under 1,5 grad.

## Förspel
Inför mötet hade utvalda länder ansvarat för arbetsgrupper inom nio olika områden: energiomställning, industriomställning, social omställning, hur effekterna av klimatförändringen ska lindras, infrastruktur, finansiering, naturbaserade lösningar, resiliens och ungas människors mobilisering. Områdena var utvalda eftersom åtgärder i dessa områden har stor potential att kunna hindra utsläppen av växthusgaser och därigenom hindra fortsatt global uppvärmning.
Dagarna före mötet var fyllda av överläggningar och andra förberedelser. På fredagen före och fredagen efter toppmötet organiserade ungdomar globala klimatstrejker för att uppmärksamma världens ledare på sin oro över den globala uppvärmningen.

## Greta Thunberg
På inbjudan från FN:s generalsekreterare António Guterres till det extrainsatta klimattoppmötet, seglade den svenska klimataktivisten Greta Thunberg och hennes pappa Svante i augusti 2019 från Plymouth i nollutsläpps-segelbåten Malizia II till New York.
Thunberg höll ett skarpt tal inför generalförsamlingen där hon uppmanade världens tillresta ledare att ta forskningen på allvar och agera: "Människor lider, människor dör, hela ekosystem kollapsar, vi är i början av ett massutrotande. Och det enda ni kan prata om är pengar och sagor om evig ekonomisk tillväxt. Hur vågar ni!".